# Duolljehuhput
Duolljehuhput är ett berg i Finland på gränsen till Norge. Det ligger i Enontekis i landskapet Lappland, i den norra delen av landet, 1 000 km norr om huvudstaden Helsingfors. Toppen på Duolljehuhput är 1 062 meter över havet.
Terrängen runt Duolljehuhput är huvudsakligen lite kuperad.  Trakten runt Duolljehuhput är nära nog obefolkad, med mindre än två invånare per kvadratkilometer. Närmaste större samhälle är Kilpisjärvi, 14,1 km sydväst om Duolljehuhput. Omgivningarna runt Duolljehuhput är i huvudsak ett öppet busklandskap.